# Monastère de Piva
Le monastère de Piva ( serbe : Манастир Пивски romanisé : Manastir Pivski), également connue sous le nom d'église de Sv. Bogorodica ou l'église de l'Assomption de la Sainte Mère de Dieu, est située à Piva, au Monténégro, près de la source de la rivière Piva, dans le nord du Monténégro. Construit entre 1573 et 1586, il a été déplacé à un autre endroit en 1982 à la suite de la construction du barrage de Mratinje. C'est la plus grande église orthodoxe serbe construite pendant l'occupation ottomane aux XVIe et XVIIe siècles. Remarqué pour ses fresques, les trésors du monastère comprennent également des objets rituels, des livres liturgiques rares, de l'art, des objets en métaux précieux et un psaume de l'imprimerie Crnojevići (1493-1496), qui fut la première dans les Balkans. Ceux-ci sont exposés dans le musée du monastère.

## Histoire
Fondé en 1573, ou 1575, et achevé en 1586 grâce aux financements du métropolite de Zahumlje et Herzégovine Savatije Sokolović, qui devint plus tard le patriarche orthodoxe serbe, le monastère est dédié à la Dormition des Théotokos. Les ouvriers du bâtiment étaient des frères nommés Gavrilo et Vukašin.
Le monastère de Piva fait partie de l'éparchie de Budimlja-Nikšić. En 1982, un nouveau réservoir, créé par le projet de Barrage de Mratinje, a nécessité le déplacement du monastère. Pierre par pierre, vers le village de Goransko près du lac Mratinje,,.

## Géographie

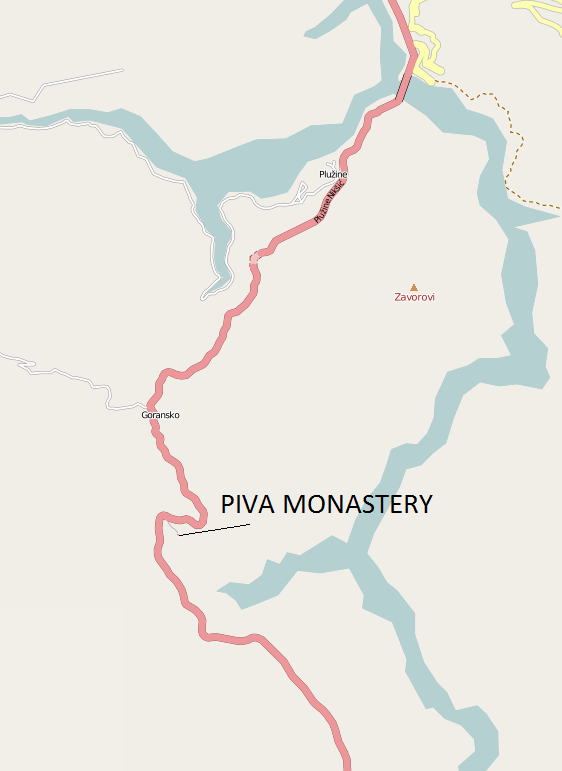
Emplacement par rapport à la rivière Piva, à la route E-762 et aux villages de Goransko et Plužine

Le monastère de Piva est situé dans le village de Piva, juste au sud de Goransko, dans le nord du Monténégro. Il est accessible par la route E-762, en direction de Foča. Il se trouve à environ 55 kilomètres ( Unité «  » inconnue du modèle {{Conversion}}.) de Nikšić et est 7 kilomètres ( Unité «  » inconnue du modèle {{Conversion}}.) au sud de Plužine.
Le monastère était à l'origine situé à la source de la rivière Piva, à environ 3 kilomètres ( Unité «  » inconnue du modèle {{Conversion}}.) loin et à 100 mètres ( Unité «  » inconnue du modèle {{Conversion}}.) en dessous de la jonction du projet de barrage de Mratinje, une centrale hydroélectrique. Commencé en 1969 et achevé en 1982, le monastère a été déplacé à son emplacement actuel, ce qui comprenait l'enlèvement et le remplacement de plus de 1 000 fragments de fresques, couvrant 1 260 mètres carrés ( Unité «  » inconnue du modèle {{Conversion}}.),,.

## Architecture et aménagements
Piva est une petite structure en pierre,. Sa construction comprend trois nefs avec une nef centrale plus haute. Il n'y a pas de coupole. Le monastère contient des archives, une bibliothèque et un trésor avec 183 livres et près de 280 autres objets signalés en 1991, dont des objets rituels, des livres liturgiques rares, de l'art et des objets en métaux précieux,. Un psaume de l' imprimerie Crnojevići (1493–1496), qui fut la première imprimerie des Balkans, est également présenté,. Il est daté de 1494 et a été découvert par hasard parmi d'autres papiers dans la bibliothèque du monastère.
Une grande partie de l'église a été décorée par des peintres grecs entre 1604 et 1606 et contient de nombreuses fresques. Cependant, la zone du porche supérieur a été peinte par un prêtre local Strahinja de Budimlje ; cela incluait Akathist à la Mère de Dieu . D'autres parties de l'église, datant de 1626, ont été peintes par Kozma qui a également peint de nombreuses icônes sur l'iconostase. Les icônes de Saint-Georges et de la Dormition de la Vierge sont datées d'environ 1638-1639. L'artiste Zograf Longin a peint les icônes du trône de la Mère de Dieu, du Christ et de l'Assomption de la Mère de Dieu. Les monastères de Piva, Moraca et Mileseva ont été décrits comme "des chefs-d'œuvre médiévaux à couper le souffle qui stockent des écrits anciens et des œuvres d'art".

## Conservation
L'église a été pourvue de dispositifs de drainage pour empêcher les infiltrations d'eau à l'intérieur de l'église afin que les fresques soient protégées des effets de l'humidité. En 2008, l'ambassade des États-Unis à Podgorica a fourni 22 200 dollars pour la reconstruction du système de drainage.

## Galerie

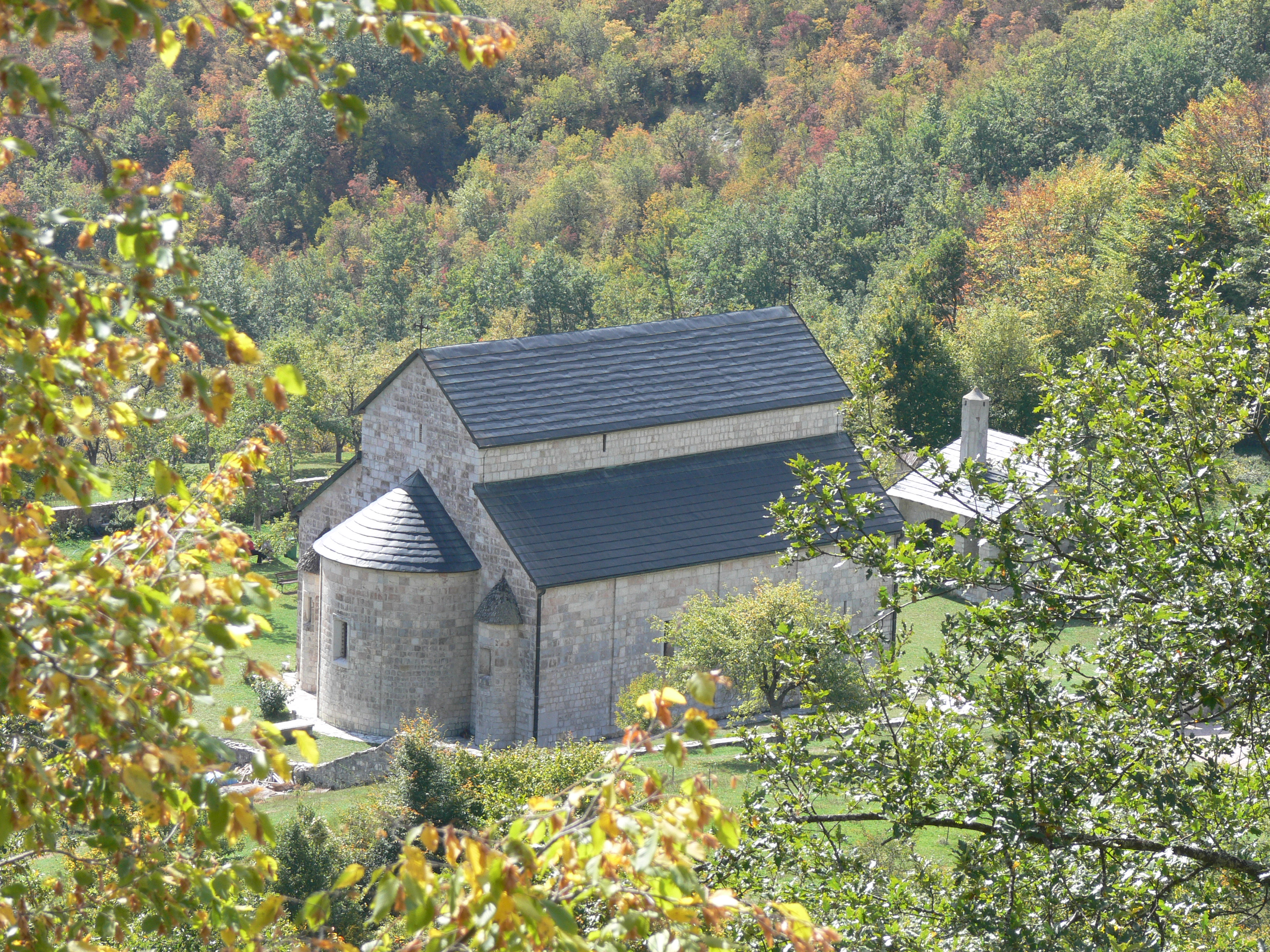
Église principale du monastère de Piva à distance.
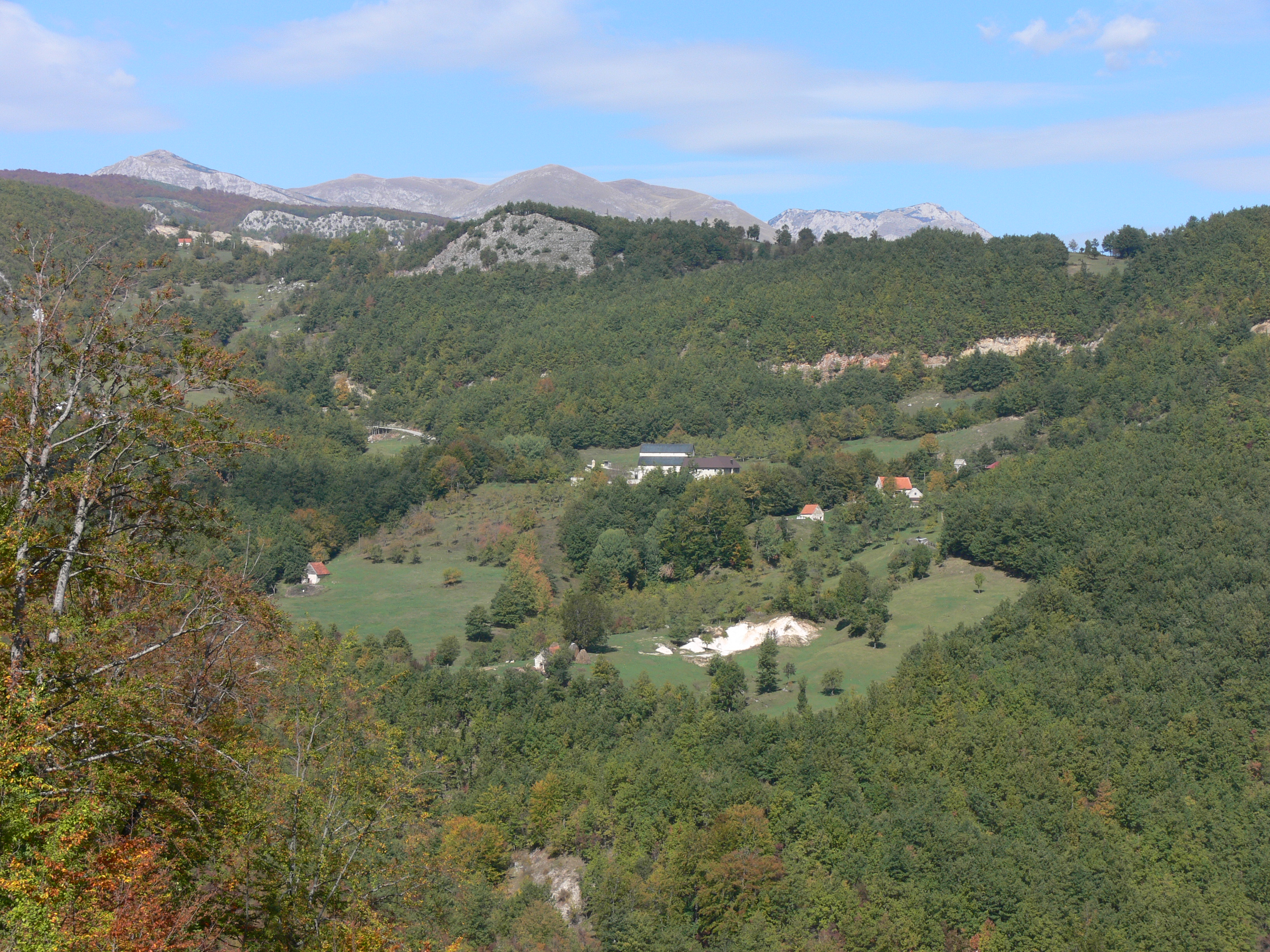
Une vue aérienne du monastère de Piva
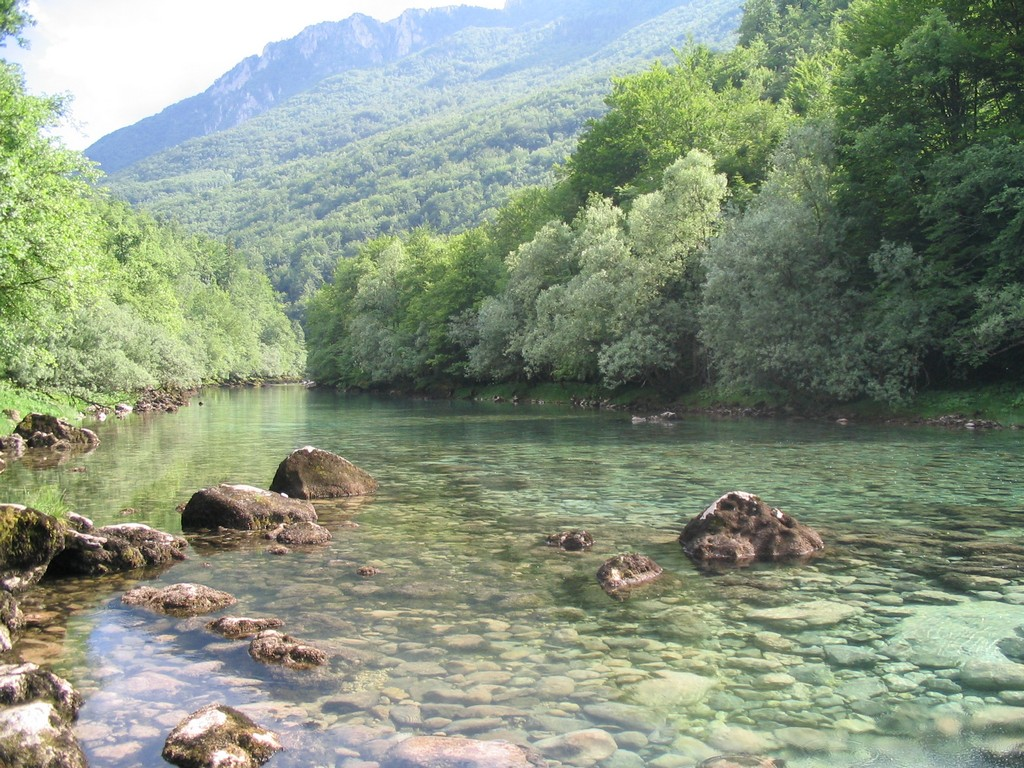
Rivière Piva